# Birju Maharaj

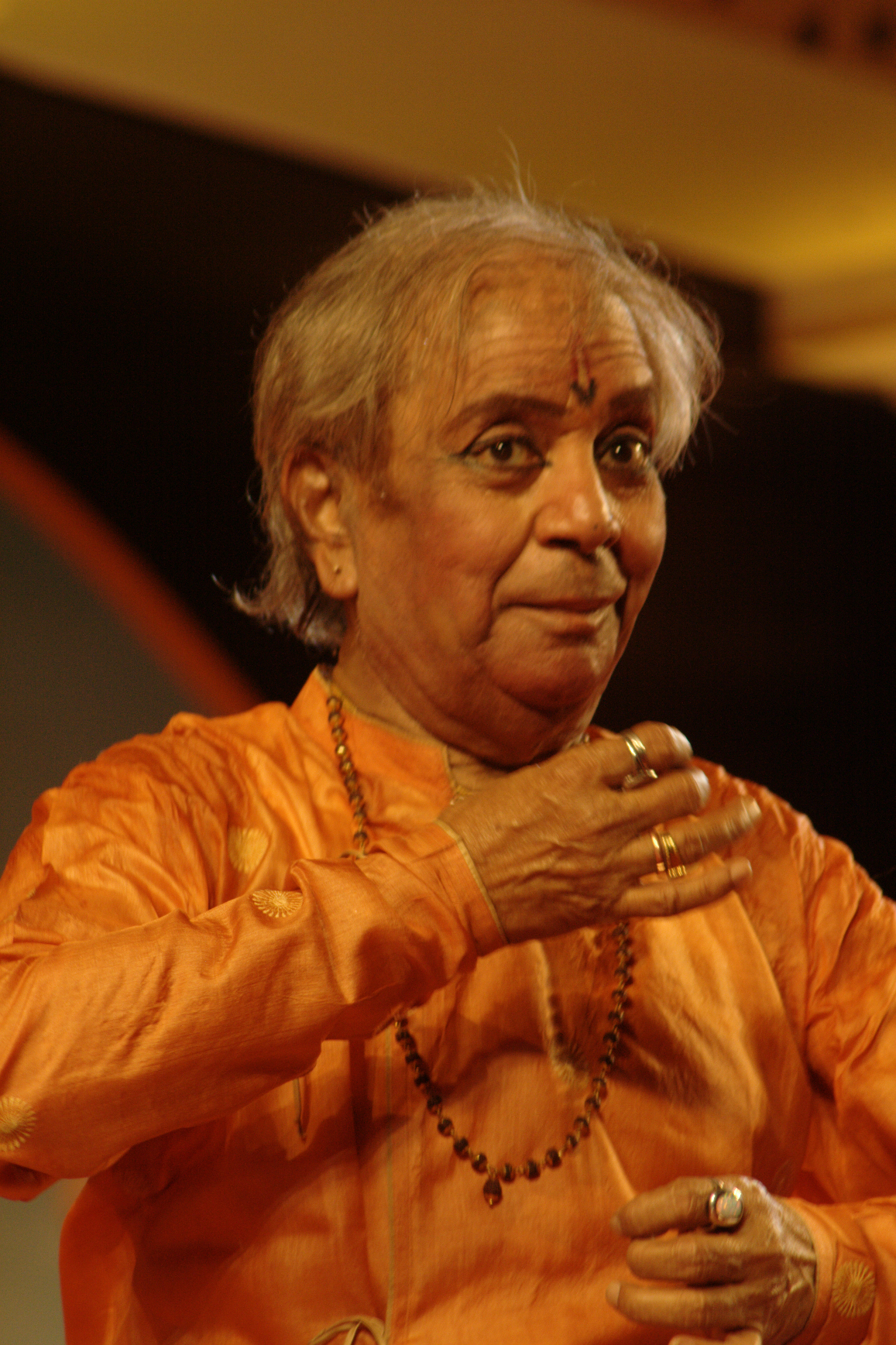
Birju Maharaj, 2012

Birju Maharaj (eigentlich Brijmohan Maharaj; * 4. Februar 1938; † 17. Januar 2022 in Neu-Delhi) war ein indischer klassischer Tänzer, Choreograph, Komponist, Sänger und Lyriker.

## Werdegang
Maharaj entstammte einer Familie von Kathaktänzern. Er wurde zunächst von seinem Vater Achhan Maharaj unterrichtet, mit dem er seit seinem siebenten Lebensjahr auftrat. Dieser starb, als Birju neun Jahre alt war, und seine Onkel Shambhu und Lachhu Maharaj übernahmen nun seine Ausbildung. Ab dem 13. Lebensjahr hatte er professionellen Tanzunterricht, und sechsundzwanzigjährig gewann er den Preis für Tanz der Sangeet Natak Akademi. Er vertrat Indien bei internationalen Festivals, unternahm Tourneen u. a. durch Russland, die USA, Japan, Großbritannien, Frankreich, Deutschland, Italien, Österreich, die Tschechische Republik, Birma und Sri Lanka und wurde der führende Exponent der Kalka-Bindadin-Gharana des Kathak-Tanzes. Unter anderem unterrichtete er an der Sangit Bharati in New-Delhi und der Sangeet Natak Akademi und eröffnete eine eigene Tanzschule.
Neben Balletten wie Phag Lila, Kumar Samabhavam, Govardhan Lila, Malati Madhav und Shan-E-Awadh komponierte und choreographierte Maharaj auch Filmsequenzen zu Satyajit Rays Film Shatranj Ke Khilari (1977) und wirkte als Sänger und Choreograph an Filmen wie Dil To Pagal Hai – Mein Herz spielt verrückt (1997), Gadar: Ek Prem Katha (2001) und Devdas – Flamme unserer Liebe (2002) mit. Neben Schlaginstrumenten wie Tabla und Naal spielt Maharaj auch Saiteninstrumente wie Sitar, Sarod, Sarangi und Violine. Als Lyriker veröffentlichte er unter dem Pseudonym Brijshyam. Neben anderen Auszeichnungen erhielt er den Padma Vibhushan (1986), Ehrendoktortitel der Banaras Hindu University und der Indira Kala Sangeet University und 1998 den Sangeet Natak Akademi Ratna.

## Film Awards
- 2012 – National Film Award for Best Choreography für Unnai Kaanaathu
- 2016 – Filmfare Award for Best Choreography für Mohe Rang Do Laal Bajirao Mastani